# Luc Beyer de Ryke
Luc Charles Henri Beyer de Ryke, znany jako Luc Beyer (ur. 9 września 1933 w Gandawie, zm. 18 stycznia 2018 w Paryżu) – belgijski polityk, dziennikarz i publicysta, od 1980 do 1989 poseł do Parlamentu Europejskiego I i II kadencji.

## Życiorys
Pochodził z flamandzkiej części Belgii, posługiwał się językiem francuskim. Odbył studia licencjackie z politologii i dyplomacji na Université Libre de Bruxelles. Od 1961 do 1979 zatrudniony jako prezenter wiadomości w publicznej telewizji RTBF, pracował także dla gazet „La Flandre libérale” i „Courrier de Gand”. Opublikował również kilkanaście książek poświęconych m.in. polityce i społeczeństwu Belgii.
Zaangażował się w działalność Partii Reformatorsko-Liberalnej. Od 1965 do 1979 zasiadał w radzie miejskiej Gandawy, a od 1983 do 2012 – w radzie Uccle. W latach 1961–1965 był członkiem rady prowincji Flandria Wschodnia. W 1979 kandydował do Parlamentu Europejskiego, mandat objął 11 lipca 1980 w miejsce Jeana Reya (w 1984 uzyskał reelekcję). Przystąpił do frakcji liberalno-demokratycznej. Zajmował stanowisko przewodniczącego Delegacji ds. stosunków z państwami Maszreku (1985–1987) i Delegacji ds. stosunków z Turcją (1987–1989). Później przeniósł się do Paryża, gdzie od 2008 był przewodniczącym Académie du Gaullisme.